# Mauritixenus betschi
Mauritixenus betschi är en mångfotingart som beskrevs av Nguyen Duy och Bruno Condé 1969. Mauritixenus betschi ingår i släktet Mauritixenus och familjen penseldubbelfotingar. Utöver nominatformen finns också underarten M. b. retusus.